# Шоттен (город)
Шоттен (нем. Schotten) — город в Германии, в земле Гессен. Подчинён административному округу Гиссен. Входит в состав района Фогельсберг. Население составляет 10 802 человека (на 31 декабря 2010 года). Занимает площадь 133,56 км². Официальный код — 06 5 35 016.
Город подразделяется на 14 городских районов.

## Города-побратимы
- Арко (Италия)[2]

## Известные уроженцы
- Отто Мюллер (1816—1894) — немецкий писатель.